# Віктор (Айова)
Віктор (англ. Victor) — місто (англ. city) в США, в округах Айова і Повешік штату Айова. Населення — 875 осіб (2020).

## Географія
Віктор розташований за координатами 41°43′51″ пн. ш. 92°17′41″ зх. д. / 41.73083° пн. ш. 92.29472° зх. д. (41.730735, -92.294743).  За даними Бюро перепису населення США в 2010 році місто мало площу 1,26 км², уся площа — суходіл.

## Демографія
Згідно з переписом 2010 року, у місті мешкали 893 особи в 392 домогосподарствах у складі 244 родин. Густота населення становила 711 особа/км².  Було 430 помешкань (343/км²).
Расовий склад населення:
| - 98,1 % — білих - 0,3 % — азіатів - 0,1 % — чорних або афроамериканців - 1,3 % — осіб інших рас |

До двох чи більше рас належало 0,1 %. Частка іспаномовних становила 1,7 % від усіх жителів.
За віковим діапазоном населення розподілялося таким чином: 25,3 % — особи молодші 18 років, 58,2 % — особи у віці 18—64 років, 16,5 % — особи у віці 65 років та старші. Медіана віку мешканця становила 41,4 року. На 100 осіб жіночої статі у місті припадало 100,7 чоловіків;  на 100 жінок у віці від 18 років та старших — 97,9 чоловіків також старших 18 років.
Середній дохід на одне домашнє господарство  становив 52 987 доларів США (медіана — 43 542), а середній дохід на одну сім'ю — 66 406 доларів (медіана — 67 750). Медіана доходів становила 44 758 доларів для чоловіків та 30 962 долари для жінок. За межею бідності перебувало 9,4 % осіб, у тому числі 8,5 % дітей у віці до 18 років та 16,1 % осіб у віці 65 років та старших.
Цивільне працевлаштоване населення становило 600 осіб. Основні галузі зайнятості: виробництво — 25,8 %, освіта, охорона здоров'я та соціальна допомога — 23,2 %, роздрібна торгівля — 18,7 %.